# Zvláštní čarodějnický díl
Zvláštní čarodějnický díl (někdy chybně Speciální čarodějnický díl II nebo Zvláštní čarodějnický díl II) (v anglickém originále Treehouse of Horror II) je 7. díl 3. řady (celkem 42.) amerického animovaného seriálu Simpsonovi. Scénář napsali Al Jean, Mike Reiss, Jeff Martin, George Meyer, Sam Simon a John Swartzwelder a díl režíroval Jim Reardon. V USA měl premiéru dne 31. října 1991 na stanici Fox Broadcasting Company a v Česku byl poprvé vysílán 19. listopadu 1993 na stanici ČT1.

## Děj
Bart, Líza a Maggie se vracejí z koledy. Začnou s Homerem jíst sladkosti, ale Marge je varuje, že budou mít noční můry.

### Lízina noční můra
Rodina Simpsonových je v Maroku. Homer koupí od místního obchodníka opičí pracku, která mu splní čtyři libovolná přání, ale zároveň každé přání doprovází nějaká pohroma. Po návratu domů se ale Marge pracka moc nezamlouvá. Ve chvíli nepozornosti si ji vezme Maggie a něco si přeje. K domu přijede přepychové auto. Pak ale zazvoní zvonek, Maggie dostane nový dudlík a auto odjede. Další přání má Bart. Chce, aby jeho rodina bohatá a slavná. Stane se. Jdou do nejdražší restaurace ve městě, ale lidé už jich mají dost. Pracku si vezme Líza a potají si přeje světový mír. Ten je skutečně vyhlášen. Všechny zbraně jsou zničeny. Situace využijí Kang a Kodos a bezbrannou Zemi obsadí. Homer si poté přeje krůtí sendvič, ale maso je trochu sušší. Protože už pracka splnila všechna čtyři přání, jde ji Homer hodit do popelnice. Tam se nachomýtne Ned. Homer mu pracku dá a on si přeje, aby je zbavila vetřelců. Lidé tak Neda oslavují.

### Bartova noční můra
Obyvatelé města si musejí dávat pozor, aby je napadaly pouze šťastné myšlenky, jinak by je Bart, který umí číst myšlenky a proměnit kohokoliv a cokoliv, na co se mu jen zlíbí, proměnil. U Simpsonových se koná snídaně a po ní jedou děti do školy. Ve školním autobuse se Bart rozhodne, že bude dnes řídit on místo Otty. Ve škole při rozdávání testů z dějepisu paní učitelka ohlásí, že se znovu změnily dějiny, aby odpovídaly Bartovu testu. Například že Ameriku objevil v roce 1942 nějaký chlap a Amerika se nyní jmenuje Trapárna. Doma se Homer pokusí Barta přetáhnout po hlavě židlí. Jelikož ale Bart umí číst myšlenky, tak mu to překazí – promění ho v klauna na pružině. Marge vezme Barta k psychologovi Marvinu Monroeovi, ten Homerovi poradí, aby se Bartovi více věnoval a lépe ho poznal. Chodí spolu na baseball, do kostela, na horskou dráhu a rybařit. Jeden večer Bart říká Homerovi, že by se mu chtěl nějak odvděčit, a Homer chce zpět své staré tělo.

### Homerova noční můra
Homer v práci spí a je vyhozen. Hledá novou práci a stane se z něj hrobník. V jednom hrobě ale usne. Pan Burns postaví nového robotického pracovníka, ale potřebuje do něj lidský mozek. Vydají se se Smithersem na hřbitov, a když vidí Homera v otevřeném hrobě, vezmou jeho. Ve své laboratoři mu Burns vyndá mozek a vloží do svého robota. Robot je ale stejně líný, jako byl Homer, a to Burnse zklame. Smithers ho přemluví, aby mozek vrátil zpět. Když pak kopne do robota, ten na něj spadne a rozdrtí mu všechny kosti. Smithers přišije jeho hlavu na Homerovo tělo. Když se Homer probudí ze svého snu, zjistí, že má na svém těle skutečně hlavu pana Burnse.

## Produkce
Epizoda je uvedena v podobném formátu jako předchozí Zvlášť strašidelní Simpsonovi a obsahuje několik podobností s předchozím dílem, například Margino úvodní varování, náhrobní kameny v úvodních titulcích a výskyt mimozemských postav Kanga a Kodos. Zvláštní čarodějnický díl byl první epizodou, v níž byl použit nápad „strašidelných jmen“, kdy mnoho jmen v úvodních a závěrečných titulcích má neobvyklé přezdívky. S nápadem přišel Al Jean, který se inspiroval starými čísly EC Comics. Ačkoli se jména rychle stala spíše hloupými než strašidelnými, vznikla široká škála speciálních titulků. Například jméno režiséra je uvedeno jako Jim „Rondo“ Reardon, což je odkaz na jeho idol, Rondo Hattona. „Strašidelná jména“ se stala takovou přítěží pro psaní, že byla pro Speciální čarodějnické díly 13. a 14. řady seriálu vyškrtnuta, ale poté, co Jean vyslechl stížnosti fanoušků, rozhodl se je vrátit. Mimozemské postavy Kang a Kodos byly představeny v předchozí řadě. Po této epizodě se vedla debata o tom, zda je zařadit do všech halloweenských speciálů; nakonec se scenáristé dohodli, že z toho udělají tradici.
Během začátku Líziny noční můry Hank Azaria předstíral arabštinu. Obvykle se scenáristé inspirují pro halloweenské speciály starými hororovými příběhy, ale v poslední době se scenáristé snažili vymýšlet vlastní příběhy místo vytváření dalších parodií. Také když se marocký prodavač snaží Homera Simpsona varovat slovy „Budete litovat“, animátoři zapomněli pohnout rty. Svou chybu si uvědomili až po odvysílání. Při psaní části chtěl Sam Simon, jeden ze scenáristů, aby prsty šly dolů v takovém pořadí, aby jim nakonec prostředníček trčel nahoru. Jakmile by však byla animace dokončena, nemohli by to dotáhnout do konce; Fox by epizodu odmítl odvysílat. Zvažovali alternativu, že by prostředníček sami záměrně rozmazali, ale rozhodli se, že by to Fox také odmítl. Aby byla tato epizoda delší a zaplnila potřebný čas, animátoři často prodlužovali dobu smíchu Kanga a Kodos.
Druhá část, Bartova noční můra, vychází z epizody televizního seriálu The Twilight Zone It's a Good Life. Tato epizoda také inspirovala třetí část filmu Zóna soumraku, ve kterém si zahrála Nancy Cartwrightová ve své debutové celovečerní roli. Část paroduje vyprávění seriálu The Twilight Zone a producenti byli spokojeni s tím, že Harry Shearer ztvárnil Roda Serlinga. (Shearer předtím Serlinga ztvárnil, když byl členem štábu pořadu Saturday Night Live.) Kromě toho – ačkoli to trvalo dlouho – se producentům velmi líbil design verze monstra Sněhulky II. od Dalea Hendricksona, který podle nich vypadal „prostě odporně, tak akorát“. Bartův žertovný telefonát Vočkovi vymyslel John Swartzwelder, jeden ze scenáristů; Hanku Azariovi se však tato hláška nelíbila. Podle George Meyera byla animace okamžiku, kdy si Bart s křikem sedne, nesmírně náročná, zejména aby byly linie úst přirozené.
Ve třetí pasáži jdou Burns a Smithers dolů do laboratoře během Homerovy noční můry. Animátoři se rozhodli udělat animaci trochu působivější a rozhodli se udělat konkávní a konvexní obrazy Burnse a Smitherse. I když to bylo náročné a zabralo to více času, producenti to považovali za nezbytný exkurz. Původně byl Homerův robotický hlas vytvořen až po animaci, aby se zabránilo stresu dabéra. Tehdejší hlavní scenárista Jay Kogen, který vytvořil vtip o Davy Crockettovi, si myslel, že je to tak vtipné, že skutečně napodoboval činnost pana Burnse, který nasazoval Homerovi mozek v psací místnosti; producentům to přišlo vtipné, a tak se rozhodli to do epizody přidat.

## Kulturní odkazy
V úvodní části epizody se parta buráků z Peanuts prochází jako koledníci ve stylu televizního speciálu It's the Great Pumpkin, Charlie Brown. Vlasy Marge v úvodní části připomínají postavu Elsy Lanchesterové ve filmu Frankensteinova nevěsta.
Zápletka Líziny noční můry je odkazem na povídku W. W. Jacobse Opičí tlapka a epizodu The New Twilight Zone A Small Talent for War. Na začátku části maročtí vojáci zastaví a prohledají Simpsonovy a najdou suvenýry přilepené na Homerově těle, které se snažil propašovat ze země. Jedná se o odkaz na úvodní scénu pašování drog ve filmu Půlnoční expres.
Zápletka Bartovy noční můry je parodií na epizodu The Twilight Zone It's a Good Life, která byla předělána v rámci filmu Zóna soumraku – v remaku se v roli Ethel objevila Nancy Cartwrightová. Jasperova proměna v psa je odkazem na remake filmu Invaze zlodějů těl z roku 1978. Scéna, v níž Homer během Bartovy noční můry vychází s Bartem ven, aby s ním strávil nějaký čas, a hudba, která scénu doprovází, parodují staré protikuřácké veřejné oznámení, zatímco uspořádání kostela bylo převzato z obrazu Normana Rockwella.
Homerova noční můra je z velké části založena na filmu Frankenstein a její konec odkazuje na film Věc se dvěma hlavami. Zatímco pan Burns vydlabává Homerův mozek, pobrukuje si melodii písně „If I Only Had a Brain“, kterou zpívá Strašák v Čaroději ze země Oz. V Homerově noční můře je v televizi vysílán pořad The Tonight Show Starring Johnny Carson. Když pan Burns nasazuje Homerův mozek, říká: „Podívejte se na mě! Jsem Davy Crockett.“, což je odkaz na Crockettův populární vzhled hraničáře, který nosil klobouk z mývalí kožešiny.

## Přijetí
V původním vysílání na stanici Fox dosáhla epizoda ratingu 12,1 podle agentury Nielsen a sledovalo ji přibližně 11,14 milionu diváků. V daném týdnu skončila na 39. místě a stala se nejlépe hodnoceným pořadem na stanici Fox, a to společně s pořadem In Living Color.
Autoři knihy I Can't Believe It's a Bigger and Better Updated Unofficial Simpsons Guide, Warren Martyn a Adrian Wood, epizodu pochválili jako „výrazné zlepšení oproti prvnímu, nevyrovnanému halloweenskému speciálu. Všechny tři příběhy se povedly, přičemž Bartova noční můra o získání úžasných schopností je asi nejpovedenější.“ Bill Gibron z DVD Verdictu díl pochválil za „úžasně divoké momenty“, zejména „parodii na It's a Good Life ze Zóny soumraku, kde Bart nahradil všudypřítomné monstrum Billyho Mumyho“. Epizodě udělil hodnocení 90 bodů ze 100 možných. Colin Jacobson z DVD Movie Guide kritizoval epizodu jako „ne tak žhavou jejich prvních pár let“, i když připustil, že „inkarnace z roku 1991 přece jen překonává originál z roku 1990“. Domníval se však, že „žádný ze tří příběhů nevyniká jako zvlášť vynikající, i když ten s opičí tlapkou funguje asi nejlépe“. Za nejlepší citát považoval: „Sakra Smithersi, tohle není žádná raketová věda. Je to operace mozku!“.
V roce 2006 zveřejnil server IGN seznam 10 nejlepších částí Speciálních čarodějnických dílů a třetí pasáž tohoto dílu umístil na osmé místo. Napsal: „Zvláštní čarodějnický díl obsahoval tři kvalitní části, ale (třetí) byla prostě nejlepší. Tato epizoda s příběhem připomínajícím Frankensteina nás od začátku do konce rozesmávala Homerovými bláznivými kousky. (…) Humor, který vychází z četných filmových a literárních parodií, stačil k tomu, aby v nás jako v divácích zanechal poslední dojem – a kdo by neměl rád robota, jehož hlavní funkcí je hledání koblih?“. Neal Justin v článku pro Star Tribune ohodnotil epizodu jako jednu ze svých deseti nejoblíbenějších epizod a napsal: „Každoroční halloweenské speciály září, protože všechna pravidla jsou zahozena, a to nikdy s větší vynalézavostí než v tomto druhém díle.“. Odkaz na Půlnoční expres, který se v epizodě objevil, označil Nathan Ditum z Total Filmu za 18. největší filmový odkaz v historii seriálu.
Alf Clausen byl za práci na této epizodě nominován na cenu Primetime Emmy za vynikající individuální úspěch v mixáži zvuku pro komediální seriál nebo speciál a také za vynikající hudební kompozici pro seriál.